# Vikingligr Veldi
Vikingligr Veldi este albumul de debut al formației Enslaved. Albumul este dedicat lui Euronymous.
În 2004 a fost remasterizat și relansat de casa de discuri Nocturnal Art Productions împreună cu EP-ul Hordanes Land pe compilația Vikingligr Veldi + Hordanes Land. Albumul a fost foarte bine primit de criticii muzicali, aceștia comparându-l ca importanță cu albumul de debut al celor de la Emperor, In the Nightside Eclipse.

## Lista pieselor
1. "Lifandi liv undir hamri" (Trăind viața sub ciocan) - 11:31
2. "Vetrarnótt" (Noapte de iarnă) - 10:58
3. "Midgards eldar" (Focurile din Midgard) - 11:16
4. "Heimdallr" (Heimdall) - 06:15
5. "Norvegr" (Norvegia) - 10:56

## Personal
- Grutle Kjellson - vocal, chitară bas
- Ivar Bjørnson - chitară, sintetizator
- Trym Torson - baterie